# Cybister cinctus
Cybister cinctus är en skalbaggsart som beskrevs av Sharp 1882. Cybister cinctus ingår i släktet Cybister och familjen dykare. Inga underarter finns listade i Catalogue of Life.